# Бронтотериевые
Бронтотериевые (лат. Brontotheriidae), или просто бронтотерии (ранее их часто называли титанотериевыми, или титанотериями, Titanotheriidae) — вымершее семейство непарнокопытных. Жили с эоцена по начало олигоцена. Большинство бронтотериевых известны из Северной Америки и Азии, а некоторые — из Юго-Восточной Европы. Поздние бронтотерии были очень крупными и массивными, а также имели напоминающие рога выросты черепа на носах и лбах.

## Внешний вид и строение
Большинство бронтотериевых (кроме самых древних представителей) были очень крупными и массивными животными, наиболее крупные экземпляры достигали высоты в холке 2,5 м. У поздних видов имелись удлинённые остистые отростки передних грудных позвонков, к которым прикреплялись мышцы и сухожилия, поддерживавшие голову. Ноги довольно короткие, в процессе эволюции семейства они становились всё короче и массивнее. Передние конечности с четырьмя, задние с тремя пальцами. Средний палец немногим массивнее других. Дистальные фаланги мелкие.
Череп бронтотериевых обычно с укороченным лицевым отделом и удлинённым заглазничным. Он вогнутый, похожий на седло, часто с высоко поднятым затылком. Скуловые дуги могут быть широко расставлены. У многих поздних видов были выросты на лобной и теменной костях, порой очень крупные. У одних бронтотериевых (роды бронтопс (Brontops), мегацеропс (Megacerops)) на лобных и носовых костях имелись «рожки» разного размера. У других (эмболотерий (Embolotherium)) присутствовал один крупный вырост, торчавший вверх — сильно разросшаяся и изменённая носовая кость. Подобные выросты были, скорее всего, покрыты кожей и слабо снабжались кровью.
Зубная формула: {\displaystyle I{3-0 \over 3-0}C{1 \over 1}P{4-3 \over 4-3}M{3 \over 3}}
Число резцов у поздних видов уменьшилось или они исчезли вовсе. Клыки маленькие или средних размеров. Коренные зубы с низкими коронками.

## Распространение и ископаемые находки
Ископаемые остатки большинства видов бронтотериевых найдены в Центральной Азии и на западе Северной Америки, но эти звери были широко распространены в Голарктике (кроме Западной Европы). Их ископаемые обнаружены в Восточной Европе, на востоке России, в Монголии, Казахстане, Пакистане, Юго-Восточной Азии, Корее, Японии, на юго-востоке США и севере Канады.

## Питание
Судя по строению зубов, бронтотериевые кормились мягкой растительностью — листьями, молодыми побегами деревьев и, возможно, мягкими плодами.

## Поведение
Предполагается, что бронтотериевые жили стадами и были полигамны. Об этом говорит их явный половой диморфизм, выражающийся в размерах тела, а также форме черепа, особенно рогоподобных выростов на нём (видимо, они были крупнее у самцов). «Рога» могли служить для демонстрации, распознавания себе подобных или в качестве оружия при внутривидовых столкновениях или обороне от хищников.

## Образ жизни
Невозможно точно установить, каким был образ жизни бронтотериевых. Древнейшие мелкие и примитивные представители семейства, видимо, жили в лесах. В процессе эволюции эти звери быстро увеличивались в размерах, что могло быть связано с переходом к жизни на открытой местности. Но их зубы не подходили для пережёвывания жёсткой травы, поэтому крупные поздние бронтотериевые, скорее всего, населяли открытые ландшафты, чередовавшиеся с группами деревьев и кустарников, где также присутствовали водоёмы. Ранее для некоторых бронтотериев предполагали полуводный образ жизни и питание водной растительностью, но сейчас эта гипотеза считается устаревшей.

## Происхождение и эволюция
Неизвестно, к кому из непарнокопытных ближе бронтотериевые. Обычно их объединяют с лошадьми (Equidae), палеотериевыми (Palaeotheriidae) и иногда халикотериевыми (Chalicotheriidae) в группу Hippomorpha. Иногда же их объединяют с носорогообразными (Rhinoceratoidea) и тапирообразными (Tapiroidea) в группу Ceratomorpha. Есть мнение, что бронтотериевые — вообще сестринский таксон для остальных непарнокопытных.
Неизвестно также, на каком континенте возникли бронтотериевые. Основная на сегодняшний день версия, что родина этого семейства — Северная Америка, потому что оттуда известны древнейшие бронтотериевые, а также сестринский таксон и вероятные предки бронтотериевых род ламбдотерий (Lambdotherium). Но и в Азии обнаружены фрагментарные окаменелости древнейших бронтотериид и ламбдотериеподобных животных. Только новые ископаемые смогут пролить свет на вопрос о местонахождении родины бронтотериевых.
Древнейшие бронтотериевые известны из раннего эоцена. Они были мелкими и лишены «рогов». Но представители семейства быстро увеличивались в размерах и приобретали черепа причудливой формы. Самыми древними из бронтотериевых в настоящий момент считаются эотитанопсы (Eotitanops).

## Вымирание
В начале олигоцена ареал бронтотериевых сильно уменьшился. В Северной Америке они к этому времени и исчезли. В Азии бронтотериевые просуществовали почти до середины олигоцена.
Есть различные версии о причинах их вымирания. Возможно, их погубило строение зубов. Оно было таким, что бронтотериевые не могли перейти к питанию более жёсткой растительностью. Также у бронтотериевых был очень маленький и примитивный мозг. К началу олигоцена наблюдался рост численности и разнообразия других непарнокопытных, в особенности носорогов. У этих зверей был лучше развит мозг, они были куда подвижнее и вытесняли бронтотериевых из их экологических ниш.

## Роды
По данным сайта Paleobiology Database, на октябрь 2024 года в семейство включают 38 вымерших родов:
1. †Acrotitan Ye, 1983
2. †Diplacodon Marsh, 1875
3. †Epimanteoceras Granger and Gregory, 1943
4. †Pachytitan Granger and Gregory, 1943
5. †Protitan Granger and Gregory, 1943
6. †Rhinotitan Granger and Gregory, 1943
7. †Microtitan Granger and Gregory, 1943
8. †Nanotitanops Qi and Beard, 1998
9. †Qufutitan Wang and Wang, 1997
10. †Wickia Mihlbachler, 2008
11. †Bunobrontops Holroyd and Ciochon, 2000
12. †Desmatotitan Granger and Gregory, 1943
13. †Mesatirhinus Osborn, 1908
14. †Sphenocoelus Osborn, 1895
15. †Aktautitan Mihlbachler et al., 2004
16. †Brachydiastematherium Bockh and Maty, 1876
17. †Embolotherium Osborn, 1929
18. †Gnathotitan Granger and Gregory, 1943
19. †Maobrontops Averianov et al., 2018
20. †Metatitan Granger and Gregory, 1943
21. †Nasamplus Mihlbachler, 2008
22. †Pollyosbornia Mihlbachler, 2008
23. †Protembolotherium Yanovskaya, 1954
24. †Pygmaetitan Miao, 1982
25. †Metarhinus Osborn, 1908
26. †Protitanotherium Osborn, 1908
27. †Telmatherium Marsh, 1872
28. †Danjiangia Wang, 1995
29. †Titanodectes Granger and Gregory, 1943
30. †Eotitanops Osborn, 1907
31. †Lambdotherium Cope, 1880
32. †Metatelmatherium Granger and Gregory, 1938
33. †Mulkrajanops Kumar and Sahni, 1985
34. †Pakotitanops West, 1980
35. †Palaeosyops Leidy, 1870
36. †Sivatitanops Pilgrim, 1925
37. †Sthenodectes Gregory, 1912
38. †Xylotitan Mihlbachler and Samuels, 2016

## Упоминания в культуре
- В фильме «Аватар» есть крупное травоядное животное под названием «молотоголовый титанотерий»[5][6].
- В научно-фантастическом романе геолога Владимира Обручева «Плутония» рассказывается о встрече героев произведения со стадом титанотериев, которые описываются как «нечто среднее между гиппопотамом и носорогом»[7].
- В мультфильме «Ледниковый период» фигурируют мегацеропс Фрэнк (с раздвоенным рогом) и эмболотерий Карл (с рогом в виде щита), которых ошибочно принимают за носорогов. Они глупы, мстительны и агрессивны, вместе способны потягаться с мамонтом, весь мультфильм преследуют ленивца Сида.